# 湖西菓葉灰窯
湖西菓葉灰窯，是位於台灣澎湖縣湖西鄉菓葉村東南方海邊的產業設施，2007年登錄為澎湖縣的歷史建築。

## 歷史
菓葉灰窯興建於民國49年（1960年），是湖西鄉村民陳福訠獨力興建的石灰燒灰窯業窯場，窯址距著名的「菓葉觀日」海岸不遠。在水泥尚未普及之前，石灰則作爲主要的外銷品運往台灣，因此燒製窯場過去曾經過多次增、改建，作為台灣早期燒石灰窯的重要傳統產業所在。另外過去因水泥還不普及，所以窯場建築都以玄武岩加灰漿砌築，後來增、改建的部份才出現以空心磚（水泥磚）組砌的牆體，及鋼筋混凝土的樓板或屋頂。
然而在窯場創業不久後，澎湖灰窯業因水泥銷量上升而開始沒落，最終在1970年代左右停滯，菓葉灰窯也廢棄至今。2007年11月21日，澎湖縣政府指定菓葉灰窯為澎湖縣歷史建築，隨即展開修復工程，其存在見證澎湖牡蠣殼灰及砱仔灰的生產歷程與方式。

## 建築設計
菓葉灰窯共東、西兩組建築物群，依地勢而建，東側建物群除了大、小兩座窯爐之外，還有灰間（篩石灰用）和棧間（儲物用），西側的建物群則只有一些棧間、廁所及水塔等附屬建築，此外還有設在兩座窯爐之間的煤炭攪拌空間，及設在爐旁的儲水池和窯爐前的「灰埕」，作爲工廠內的空間設施。其中，大窯窯體的窯爐包裹在四方形無頂蓋的窯體內。原有樓梯左右兩座樓梯，應為倒入砂砱的階梯，周圍為混凝土平台，周圍用方型的空心磚圍成欄干來維護安全。小窯窯體的窯爐直接露在外圍，有多次改建的痕跡。

## 外部連結
- 菓葉灰窯 - 澎湖知識服務平台 （页面存档备份，存于）
- 菓葉灰窯 - 文化部iCulture-文化空間 （页面存档备份，存于）